# Хачатрян, Вардан Барегамович
Варда́н Барега́мович Хачатря́н (арм. Վարդան Բարեղամի Խաչատրյան; род. 29 октября 1968, Ереван) — советский и армянский футболист, защитник. Выступал за армянские, российские и украинские клубы.

## Клубная карьера
В начале сезона 1997/98 перешёл в ашхбадский Копетдаг, где играл почти год.

## Карьера в сборной
Вардан стал одним из тех, кто провёл 14 октября 1992 года исторический первый матч Сборной Армении по футболу. Соперником в этом матче являлась национальная команда Молдавии. Встреча была товарищеской и проходила в Ереване. По истечении 90 минут на табло горели нули. Всего за сборную провёл 30 матчей и забил один мяч в матче против Сборной Грузии.

## Достижения
«Киликия»
- Чемпион Армении: 1995/96, 1996/97
- Бронзовый призёр чемпионата Армении: 1998
- Обладатель кубка Армении: 1995/96
- Финалист Кубка Армении: 1996/97, 1998
- Финалист Суперкубка Армении: 1996

«Торпедо» (Москва)
- Обладатель кубка России: 1992/93

## Личная жизнь
Женат. Имеет двоих сыновей, также футболистов. Старший сын Карен — играет на позиции полузащитника, младший, Артак — на позиции защитника.